# 韦尔杜姆
韦尔杜姆是德国下萨克森州的一个市镇。总面积18.45平方公里，总人口731人，其中男性367人，女性364人（2011年12月31日），人口密度40人/平方公里。